# Erlöserkirche (Jenbach)

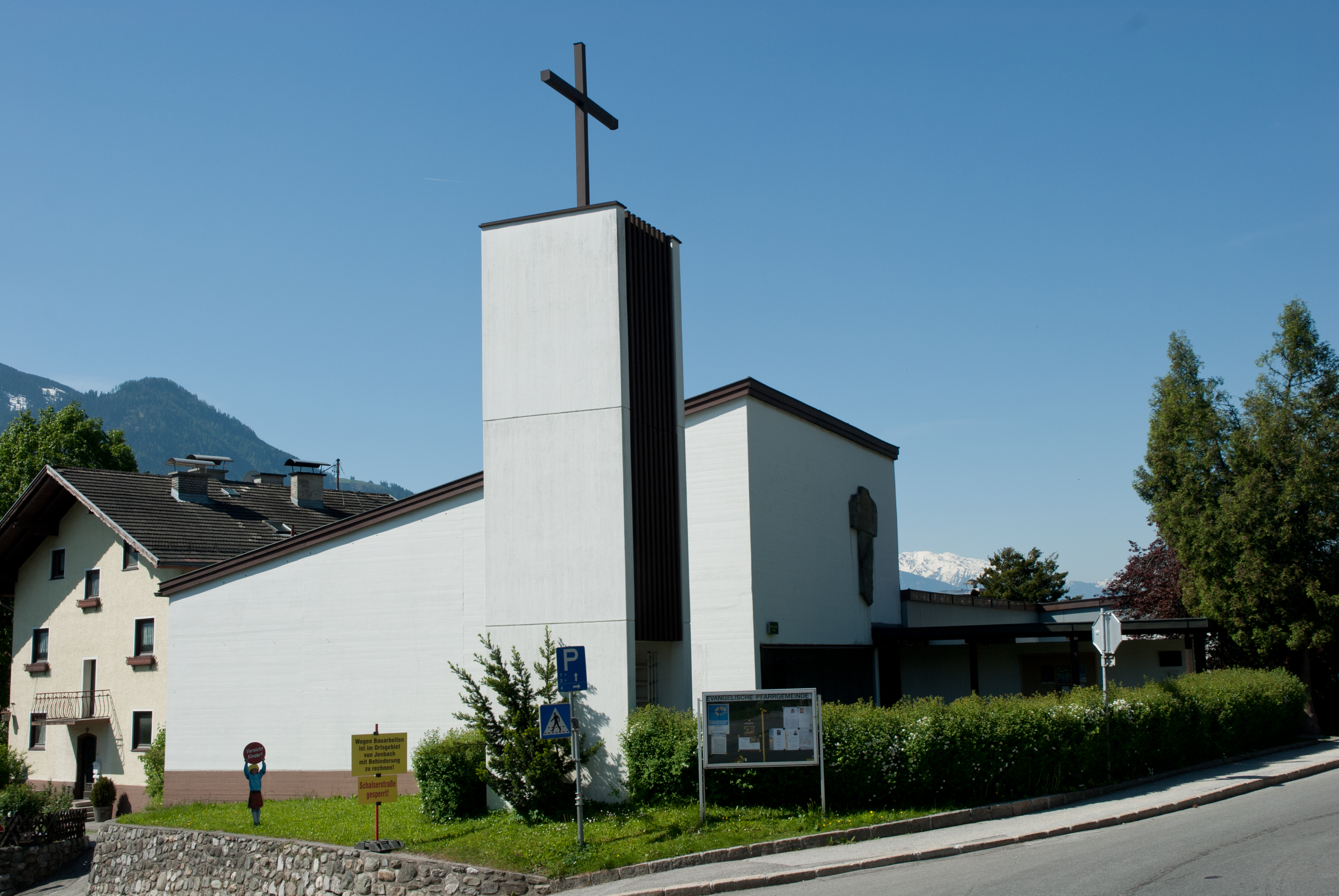
Evangelische Erlöserkirche Jenbach

Die Erlöserkirche, gelegen am Martin-Luther-Platz 1, ist die evangelisch-lutherische Pfarrkirche von Jenbach im Bezirk Schwaz in Tirol. Sie gehört der Evangelischen Superintendentur A. B. Salzburg und Tirol an.

## Architektur
Nach der Gründung eines Kirchenbauvereins 1958 und der Zurverfügungstellung des Grundstücks seitens der politischen Gemeinde fand am 4. August 1962 die Grundsteinlegung des nach den Plänen des Innsbrucker Architekten Jürgen Heller errichteten und vom Gustav-Adolf-Verein geförderten Kirchenbaus statt. Die Fertigstellung des kastenartigen Bauwerks mit entsprechend dem Geländeverlauf  geneigtem Flachdach und seitlich gestelltem, mit vertikalen Schalllamellen ausgestatteten Glockenturm erfolgte 1964. Die Eingangsseite markiert ein Steinkreuz aus grob behauenem burgenländischen Serpentin. 1969 fand die Erweiterung um ein Gemeindezentrum statt.
Das Innere des im Grundriss überquadratischen Raums ist durch Verkleidung der Wände mittels Waschbetonplatten und der zum Altarraum geneigten Decke durch eine Verbretterung bestimmt, während die in ihren seitlichen Abschnitten durchfensterte Altarwand Mosaikbilder des gekreuzigten Christus sowie Maria und Johannes unter dem Kreuz zeigt.